# Volta al País Basc 1974
La Volta al País Basc 1974 fou la 14a edició de la Volta al País Basc. La cursa es disputà en cinc etapes, una d'elles dividida en dos sectors, entre l'1 i el 5 d'abril de 1974 i un total de 888 km.
Aquesta edició va ser dominada de cap a fi per l'equip Kas, que guanyà totes les etapes, quatre d'elles a mans de Domingo Perurena i la victòria final, a mans de Miguel Mari Lasa, gràcies a la seva victòria en la darrera etapa, amb inici i final a Sant Sebastià. Lasa fou acompanyat al podi per Jesús Manzaneque i Luis Ocaña, vencedor de l'anterior edició. Perurena s'imposà en la classificació per punts, José Luis Abilleira en la muntanya i el Kas en la classificació per equips.

## Etapes
| Etapa | Data      | Recorregut                    | Km  | Vencedor de l'Etapa    | Líder de la general    | Ref.  |
| ----- | --------- | ----------------------------- | --- | ---------------------- | ---------------------- | ----- |
| 1ª    | 1 d'abril | Ordizia - Laudio              | 200 | Domingo Perurena (ESP) | Domingo Perurena (ESP) | [ 4 ] |
| 2ª    | 2 d'abril | Laudio - Cenicero             | 180 | Domingo Perurena (ESP) | Domingo Perurena (ESP) | [ 4 ] |
| 3ª    | 3 d'abril | Cenicero - Lizarra            | 182 | Domingo Perurena (ESP) | Domingo Perurena (ESP) | [ 5 ] |
| 4ª A  | 4 d'abril | Iratxe - Hondarribia          | 142 | Domingo Perurena (ESP) | Domingo Perurena (ESP) | [ 6 ] |
| 4ª B  | 4 d'abril | Hondarribia - Sant Sebastià   | 32  | Jesús Manzaneque (ESP) | Jesús Manzaneque (ESP) | [ 6 ] |
| 5ª    | 5 d'abril | Sant Sebastià - Sant Sebastià | 152 | Miguel Mari Lasa (ESP) | Miguel Mari Lasa (ESP) | [ 1 ] |

## Classificació general
|     | Ciclista                            | Equip      | Temps       |
| --- | ----------------------------------- | ---------- | ----------- |
| 1.  | Miguel Mari Lasa (ESP)              | Kas        | 26h 46' 26s |
| 2.  | Jesús Manzaneque (ESP)              | Kas        | + 18"       |
| 3.  | Luis Ocaña (ESP)                    | Bic        | + 47"       |
| 4.  | Domingo Perurena (ESP)              | Kas        | + 1' 12"    |
| 5.  | Andrés Oliva (ESP)                  | La Casera  | + 1' 41"    |
| 6.  | Agustín Tamames (ESP)               | Monteverde | + 2' 01"    |
| 7.  | Pedro Torres (ESP)                  | La Casera  | + 2' 20"    |
| 8.  | José Manuel Fuente (ESP)            | Kas        | + 2' 21"    |
| 9.  | José Antonio González Linares (ESP) | Kas        | + 2' 44"    |
| 10. | José Luis Abilleira (ESP)           | La Casera  | + 2' 44"    |